# Tyler Pastornicky
Tyler Pastornicky (né le 13 décembre 1989 à Bradenton, Floride, États-Unis) est un joueur d'arrêt-court des Ligues majeures de baseball. Il est présentement agent libre.

## Carrière
Tyler Pastornicky est un choix de cinquième ronde des Blue Jays de Toronto en 2008. Il est le fils de Cliff Pastornicky, un joueur de troisième but qui dispute 10 matchs dans la Ligue majeure de baseball en 1983 avec les Royals de Kansas City.
Le 14 juillet 2010, alors qu'il évolue toujours en ligues mineures, il est échangé avec l'arrêt-court Álex González et le lanceur gaucher Tim Collins aux Braves d'Atlanta en retour du lanceur gaucher Jo-Jo Reyes et de l'arrêt-court Yunel Escobar.
Pastornicky fait partie de l'effectif des Braves pour commencer la saison 2012. Il dispute sa première partie dans les majeures le 5 avril 2012. Son premier coup sûr au plus haut niveau est réussi le jour même et il s'agit d'un triple aux dépens du lanceur des Mets de New York Ramon Ramirez. Pastornicky frappe son premier coup de circuit dans le baseball majeur le 10 avril contre Kyle Weiland des Astros de Houston.
Pastornicky joue 124 matchs des Braves de 2012 à 2014. Il maintient une moyenne au bâton de ,243 avec deux circuits et 15 points produits. Il fait également une apparition comme coureur suppléant lors d'un match éliminatoire : le match de meilleur deuxième de la Ligue nationale en 2012.
Libéré par Atlanta durant le camp d'entraînement de 2015, il rejoint les Rangers du Texas, qui l'assignent aux ligues mineures. Les Rangers ne font pas appel à ses services et vendent son contrat aux Phillies de Philadelphie le 10 août 2015. Il devient agent libre au terme de la saison sans avoir joué un seul match pour les Phillies.